# Rugby 7 en los Juegos Deportivos Centroamericanos
El rugby 7 es una de las tantas disciplinas de los Juegos Deportivos Centroamericanos.

## Historia
Se jugó por primera vez en la XI edición de los juegos, celebrada en Managua, Nicaragua en 2017.
Los torneos femeninos y masculinos fueron obtenidos por los seleccionados de Guatemala.

## Torneo Masculino
| Evento                   | Oro       | Plata      | Bronce    |
| ------------------------ | --------- | ---------- | --------- |
| Managua 2017             | Guatemala | Costa Rica | Nicaragua |
| Ciudad de Guatemala 2025 |           |            |           |

## Torneo Femenino
| Evento                   | Oro       | Plata      | Bronce    |
| ------------------------ | --------- | ---------- | --------- |
| Managua 2017             | Guatemala | Costa Rica | Nicaragua |
| Ciudad de Guatemala 2025 |           |            |           |

## Medallero
| Núm. | País       | Oro | Plata | Bronce | Total |
| ---- | ---------- | --- | ----- | ------ | ----- |
| 1    | Guatemala  | 2   | 0     | 0      | 2     |
| 2    | Costa Rica | 0   | 2     | 0      | 2     |
| 3    | Nicaragua  | 0   | 0     | 2      | 2     |
|      | TOTAL      | 2   | 2     | 2      | 6     |

Nota: El torneo de los Juegos Deportivos Centroamericanos de 2017 es el último considerado